# Рид, Джерри
Дже́рри Рид Ха́ббард (англ. Jerry Reed Hubbard; 20 марта 1937, Атланта, Джорджия — 1 сентября 2008, Нэшвилл, Теннесси), более известный как Джерри Рид — американский музыкант в стиле кантри, певец, гитарист, автор песен и киноактер. Как певец Рид наиболее известен такими хитами, как «The Line in Gasoline», «Lord, Mr. Ford», «Amos Moses» и «When You’re Hot, You’re Hot»; последний даже принес ему премию Грэмми за лучший мужской вокал в стиле кантри в 1972 году.